# Cova del Parco
La cova del Parco es troba al terme municipal d'Alòs de Balaguer, (La Noguera), al lloc conegut amb el nom de les Roques Prenyades, i ha estat declarada bé cultural d'interès local.
La zona és constituïda per un paisatge litològic de calcàries i conglomerats en forma de relleus abruptes i escarpats per l'encaix del riu Segre. La cova està situada per sobre els 420 metres s.n.m. i a 120 sobre el riu Segre. L'espai del jaciment, queda configurat per una cavitat de galeria única de planta triangular de 10,5 m de llarg per 4,5 m d'amplada màxima a la zona de l'entrada, que comunica en direcció oest amb un gran abric de 5,5 m per 30 m el qual es troba tancat per un mur de pedra, segurament destinat al tancament de bestiar en períodes subactuals.

## Excavacions
El 1974 un veí d'Artesa de Segre, Rafael Gomà de Cal Parco, va trobar unes ceràmiques pertanyents a l'Edat del Bronze i ho comunicà al catedràtic de prehistòria de la UB Joan Maluquer de Motes, que en aquells moments estiuejava a la població d'Artesa. Durant els anys 1974, 1975 i 1981 Maluquer, va excavar gairebé tota la part dels nivells superiors associats a nivells ceràmics i on també, s'hi recuperaren quantitats considerables de peces lítiques, concretament 4.328 segons el mateix Maluquer. Materials els quals van ser estudiats i publicats posteriorment per l'equip que prengué el relleu de les excavacions i que en va estudiar 3.349 del total delconjunt. El mateix Maluquer, localitzà sota una caiguda de blocs, materials lítics del Paleolític superior. A partir del 1987, el Seminari d'Estudis i Recerques Prehistòriques (SERP) de la UB, va reprendre els treballs dins del projecte d'investigació centrat en l'estudi de les societats caçadores-recol·lectores a Catalunya, les quals han continuat vigents en els darrers anys.

## Els nivells del Paleolític superior, el magdalenià
Segons l'estratografia arqueològica, fruit de les campanyes dels 90 i de l'última dècada, s'han pogut establir per les últimes fases d'ocupació tres períodes ben diferenciats. El primer d'ells situat al “sector cova”, datat a partir de restes de carbó en 6120 +/- 90 BP i segons el material ceràmic trobat, queda associat a l'epicardial. El segon, té a veure amb els nivells epipaleolítics excavats durant les campanyes de 1993 i 1999, datats a través dels carbons recuperats en una de les estructures de combustió amb una cronologia de 10.930 +/- 100 BP. Entre els materials lítics d'aquests nivells s'hi han trobat: Microburins i geomètrics de caràcter sauveterrià, apareix un epipaleolític
microlaminar amb una cronologia de 11.430 +/- 60 BP, junt amb dues puntes de dors corbat d'adscripció plenament aziliana. Per acabar, després d'un breu període d'abandonament, i per sota de l'Epipaleolític microlaminar, ens trobem
amb els nivells corresponents a un moment terminal del magdalenià superior final datat en 12.605 +/- 60 BP.
De l'anàlisi espacial sobre el vestigi
arqueològic se'n poden treure algunes conclusions. La cronologia dels nivells excavats fins a l'actualitat se situa entre 12.460 BP i 13.175 BP. S'hi documenta un aprofitament de l'espai segons activitats diferenciades,
jerarquitzades al voltant de les estructures de combustió, que són de diferents tipologies. Així doncs, les tasques relacionades amb les activitats culinàries es troben al sector cova. Al sector abric, es realitzen activitats de talla, de fumat i de senyalització de l'indret amb il·luminació i amortització de restes
tecnològiques, tot i que al sector cova també trobem algunes acumulacions de restes lítiques
que haurien quedat fora del circuit productiu. A través de las anàlisis lítiques,
s'infereix sobre l'abastiment de matèries primeres des d'indrets allunyats de
la zona el qual inclou l'explotació del territori per part de les persones que
ocuparen la cova, tot i així, la major part de l'aprovisionament de materials
s'hagués realitzat en les zones adjacents a la cova. Es documenta la producció
d'eines de sílex in situ, i la seva
producció de forma estandarditzada, basada fonamentalment en la tècnica de talla
laminar.
També ha quedat documentada l'explotació dels
recursos dels rius, amb la presència de Salmo Trutta. Els herbívors principalment
documentats; Cervus elaphus i Bos
primigenius, tot i que el més documentat és el consum de Capra pyrenaica.

## El Neolític antic
Des de les campanyes realitzades a partir del
1992, començaren a sortir algunes estructures destacables, com és el cas de la
EE1, considerada per l'equip d'investigació com una estructura d'emmagatzematge
i en una posterior reutilització, com a abocador. L'estructura es trobava
seccionada per les anteriors excavacions dutes a terme per Maluquer. Tot i
així, es dedueix una estructura amb forma subcircular i amb una profunditat
màxima conservada de 25 cm. Es documenta en aquesta estructura un procés de rubefacció
de forta intensitat al voltant dels 500 graus. Es creu que les evidències de
termoretracció de les estructures, tenen a veure amb els processos de sanejament
vinculats als excrements dels animals que haurien pogut estar estabulats en
aquest indret. La majoria dels copròlits estudiats, pertanyen a ovicaprins. El
percentatge més alt de fotolits estudiats, apunten a una major presència de les
espècies de gramínies, també de Querqus i
Pinus, en menor nombre algunes
relacionades amb la família de les ciperàcies.
Pel que fa a les restes de fauna, tenim
representada fauna domèstica amb espècies com Bos taurus i diverses restes d'ovicaprins. D'espècies caçades
tenim; Cervus elaphus i Oryctolagus
cuniculus. També apareixen algunes restes poc destacables de rosegadors
insectívors no determinats i de talpó comú. Els materials arqueològics sónescassos. Entre els fragments ceràmics, destaca una vora recta de llavi apuntat
amb engruiximent extern i un altre, decorat amb cordons llisos. El total del
conjunt lític està format per 29 peces, moltes d'elles cremades i que presenten
un treball complementari de retoc.

## Excavacions antigues i materials fora de context
Segons els membres de l'últim equip
d'investigació, i les últimes excavacions realitzades, algunes
de les atribucions cronoculturals realitzades per Maluquer haurien estat
errònies. L'enregistrament de ceràmica vidriada en alguns dels estrats que
havien estat atribuïts al Neolític antic, junt amb altres contradiccions
observades, han portat a afirmar tal proposició. Partint del fet que les
datacions radiocarbòniques realitzades no coincideixen amb l'estratigrafia
proposada i pels motius explicats, la classificació que s'ha fet d'aquests
materials ha estat a partir de les diferents tipologies.

### Lítica
Pel que fa al material lític, s'ha pogut
delimitar un petit conjunt format per grans làmines amb retocs laterals simples
associades al calcolític-bronze inicial, que coincideix amb l'atribució feta
pel mateix Maluquer. També s'hi ha constatat un altre conjunt, que mitjançant
la comparació amb altres conjunts ben datat, les investigadores l'han atribuït
a horitzons neolítics, sense acabar de definir el període concret d'aquesta
etapa. La matèria utilitzada de forma més recurrent és el sílex, tot i que
també s'hi ha documentat altres matèries com el quars o la cornubianita.
En 20'5% d'un total de 209 peces, s'hi haidentificat un treball posterior de configuració tecnofuncional. Entre aquests trobem:
retocs simples de làmines, en forma de gratadores i rascadores i retocs
abruptes; en forma de truncadures, dorsos rebaixats i geomètrics. En general
dominen les làmines retocades i els denticulats. S'hi ha recuperat un nucli i
dos percussors. Pel que fa als materials lítics, cal esmentar la troballa d'un
conjunt de destrals, un polidor i un molí barquiforme. El material per la
manufactura de les destrals, utilitzat
hauria estat la cornubianita, que podria haver estat obtinguda al mateix riu
Segre. D'aquestes troballes, és destacable la concentració d'ocre vermellós que
s'estenia per la superfície del molí, fet que ha fet pensar en una possible
utilització per al trinxament de blocs d'òxid de ferro, típic del Neolític
antic català.

### Indústria òssia
S'han recuperat set elements apuntats
fabricats a partir de diàfisi de macro-mamífer.

### Ornaments
Aquest conjunt està format per tres denes de
collar i un fragment de braçalet, fabricats a partir de malacologia marina. El
braçalet està fet sobre un Glymiceris.
Aquesta ornamentació és típica d'un marc cronològic ampli, que va des del
neolític antic cardial fins a l'edat del bronze.

### Ceràmica
Es documenten diverses tipologies pel que fa als
conjunts ceràmics. Dins el conjunt neolític trobem: ceràmiques impreses,
incisoimpreses, amb decoració plàstica, de decoració incisa i ceràmiques
llises. Dins el grup de ceràmiques campaniformes trobem: campaniforme internacional i campaniformes incisoimpresos. De l'edat del bronze tenim:
ceràmiques amb decoració plàstica i impreses. La majoria d'atribució cronològica d'aquestes ceràmiques s'ha fet segons la seva tipologia.

## Interpretació del jaciment
Sembla que l'ocupació d'aquest espai en
el neolític antic, hauria estat més recurrent que durant el bronze inicial.
Segons Maluquer, la part de l'abric hauria estat utilitzat com a lloc
d'habitació, mentre que la zona de la cova s'utilitzaria com espai
d'emmagatzematge i abocador de deixalles. En el període associat al
campaniforme internacional, la cova s'hauria utilitzat com a espai funerari. Segons Maria Àngels Petit,
l'ocupació de la Cova del Parco sempre fou marginal o especialitzada,
segurament utilitzada per les comunitats ramaderes del territori. Les
seqüències estratigràfiques mostren una ocupació de llarga durada, però amb
períodes de no freqüentació intermitents, segurament de grups reduïts que
podrien haver format part de comunitats més grans. Els
nivells de fems termo-alterats, ha fet pensar en la cremació de l'indret com a
mètode sanejador de l'espai, utilitzat com a tancat pel bestiar. Així doncs podem
dir, almenys pel que fa al Neolític antic, la utilització de l'abric com a zona
pel bestiar i el jaciment en general, com a lloc d'aprofitament de recursos per
a grups pastorívols de caràcter estacional.